# Ornithocephalus aristatus
Ornithocephalus aristatus är en orkidéart som beskrevs av Franco Pupulin och Robert Louis Dressler. Ornithocephalus aristatus ingår i släktet Ornithocephalus och familjen orkidéer.
Artens utbredningsområde är Panamá. Inga underarter finns listade i Catalogue of Life.